# 什平基
48°52′33″N 27°46′57″E / 48.87583°N 27.78250°E
什平基（烏克蘭語：Шипинки），是烏克蘭的村落，位於該國西南部文尼察州，由日梅林卡區負責管轄，面積1.3平方公里，海拔高度270米，2001年人口858，人口密度每平方公里683.12人。